# Energia das ondas
A energia das ondas ou ondomotriz, provém do aproveitamento das ondas oceânicas. É uma energia "limpa", isto é, sem quaisquer custos para o ambiente e até a atualidade, não está disponível de forma comercial, apesar de ser estudada desde o ano de 1890.
A instalação de equipamentos técnicos capazes de gerar este tipo de energia ocorreu pela primeira vez no dia 23 de setembro de 2008 em Portugal, no Parque de Ondas da Aguçadoura, a cerca de três milhas náuticas de Aguçadoura, no município da Póvoa de Varzim.
A energia das ondas é uma fonte de energia renovável que resulta da transformação da energia contida nas ondas marítimas em energia elétrica. Este tipo de tecnologia, embora não se encontre disponível de forma comercial, tem vindo a ser desenvolvida desde os anos 70 num conjunto de países com potencial para explorar este tipo de energia, que incluem o Reino Unido, Portugal, Noruega, Japão.
Ao contrário do que acontece na energia eólica, existe uma grande variedade de tecnologias em desenvolvimento para a produção de energia das ondas, que resultam das diferentes formas em que a energia pode ser capturada e também das diferentes profundidades e características geológicas da localização escolhida. Desta forma podem ser encontradas mais do que uma centena de sistemas de energia das ondas em diversas fases de desenvolvimento.
Para além de um conjunto de protótipos em fase de teste, existem em operação há cerca de 10 anos duas centrais de Coluna de Água Oscilante do tipo costeiro em operação na Europa. Uma delas, a Central de Ondas do Pico, está localizada na ilha do Pico, Açores, sendo utilizada para investigação pelo Centro de Energia das Ondas - Wave Energy Centre. A outra está localizada na ilha de Islay na Escócia, sendo utilizada pela Voith Hydro Wavegen.
Mais recentemente têm sido testados protótipos flutuantes para serem utilizados longe da costa. Em 2004 foi testado um protótipo da AWS na Aguçadoura, Portugal, no mesmo local onde em 2008 seriam testados 3 dispositivos Pelamis. Grande parte dos testes mais recentes de protótipos de energia das ondas têm ocorrido no European Marine Energy Centre nas ilhas Orkney na Escócia.

#### Energia das ondas no Brasil
Em novembro de 2012, funcionou em caráter experimental, a Usina de Pecém, instalada no quebra-mar do Porto do Pecém no Ceará, nordeste brasileiro. A usina utiliza tecnologia brasileira desenvolvida pelo Instituto Alberto Luiz Coimbra de Pós-Graduação e Pesquisa de Engenharia (COPPE) na Universidade Federal do Rio de Janeiro, sendo a primeira desse tipo na América Latina, com capacidade de produzir 100MW com a força das ondas do mar. Considerada uma planta de sucesso, deve retomar a produção no ano de 2017, porém em outro local no Ceará. 